# The Ultra Zone
The Ultra Zone címmel jelent meg Steve Vai ötödik szólóalbuma 1999. szeptember 7-én. Az anyag az Epic gondozásában jelent meg Steve Vai produceri közreműködésével.
A lemez szerkezetileg hasonló Vai előző Fire Garden című albumához, bár nincs két részre osztva. Ennek ellenére elődjéhez hasonlóan itt is a lemez első felében találhatóak az instrumentális számok. A Frank című dal Frank Zappa előtt, míg a Jibboom Stevie Ray Vaughan előtt tiszteleg. Vai a lemez kiadását követően évekig nem jelentkezett szólólemezzel, a folytatásra egészen a 2005-ös Real Illusions: Reflections megjelenéséig kellett várni. A köztes időben koncertlemezek és válogatások jelentek meg Steve Vai neve alatt.
Az utolsó Asian Sky című dalban a B'z nevű japán hard rock zenekar két tagja is szerepel (Koshi Inaba és Tak Matsumoto).

## Dalok
Minden számot Steve Vai írt.
1. "The Blood and Tears" (instrumentális) – 4:26
2. "The Ultra Zone" (instrumentális) – 4:52
3. "Oooo" (instrumentális) – 5:12
4. "Frank" (instrumentális) – 5:09
5. "Jibboom" (instrumentális) – 3:46
6. "Voodoo Acid" – 6:25
7. "Windows to the Soul (instrumentális)" – 6:25
8. "The Silent Within" – 5:00
9. "I'll Be Around" – 4:57
10. "Lucky Charms" (instrumentális) – 6:44
11. "Fever Dream" (instrumentális) – 6:03
12. "Here I Am" – 4:12
13. "Asian Sky" – 5:34

## Közreműködők
- Steve Vai – multiinstrumentalista, producer, hangmérnök, zenei rendező
- Bryan Belle – basszusgitár
- Duane Benjamin – harsona
- Andy Cleaves – trombita
- Mike Keneally – billentyűs hangszerek
- Mike Mangini – dob
- Philip Bynoe – basszusgitár
- Manuel Gomes – hangmérnök
- Robin Dimaggio – dob
- Takashi Matsumoto – gitár
- Rina Bucollo – hangmérnök asszisztens
- Koshi Inaba – vokál
- Michael Lopez – hangmérnök asszisztens
- Niels Nielson – sampler
- Marcelo Gomes – hangmérnök[1]